# Alleluia (Mozart)
Alleluia (en latín, Aleluya), K. 553, es un canon en do mayor para cuatro voces a cappella de Wolfgang Amadeus Mozart; Mozart incluyó esta obra en su catálogo temático el 2 de septiembre de 1788, siendo el primero de una serie de diez cánones.

## Música
El canon está escrito en compás de compasillo y en la tonalidad de do mayor. El tema presenta una extensión de veinticinco compases y está modelado a partir de la entonación del Alleluia que sigue a la Epístola el Sábado Santo. En el canon, cada una de las voces realizan su entrada transcurridos seis compases y medio.
El canon presenta una indicación de Allegro, y la escritura musical está caracterizada por la presencia de figuras de larga duración.
Tema:

## Texto
El canon se interpreta sobre las palabras «Alleluia, amen» (en latín, aleluya, amén), con una escritura muy melismática, que recuerda a la polifonía del Ars Antiqua.

## Obras relacionadas
Otros cánones que Mozart también apuntó en su catálogo temático el día 2 de septiembre de 1788 son: Ave Maria (KV 554), también de tema religioso; Caro bell' idol mio (KV 562), de tema amoroso; Difficile lectu mihi Mars (KV 559), O du eselhafter Peierl (KV 560a) y Bona nox (KV 561), los cuales usan un lenguaje obsceno, marcado por la presencia de humor escatológico.